# Diplomacia secreta
La diplomacia secreta es una forma de diplomacia que pervivió prácticamente hasta la Primera Guerra Mundial, en la que se consideraba normal y deseable que los compromisos, acuerdos y pactos entre estados soberanos no fueran conocidos ni por otros estados ni por la opinión pública interna. El presidente de los Estados Unidos de América Woodrow Wilson tuvo un papel destacado y muy activo en la prohibición de la diplomacia secreta con sus Catorce Puntos de 1918.
A la diplomacia secreta se le opone la llamada diplomacia abierta, de práctica común en la actualidad, en la que la norma es la publicidad de los tratados internacionales, sin perjuicio de la reserva que, en general, debe proteger su elaboración y negociación.